# Shinyanga (region)

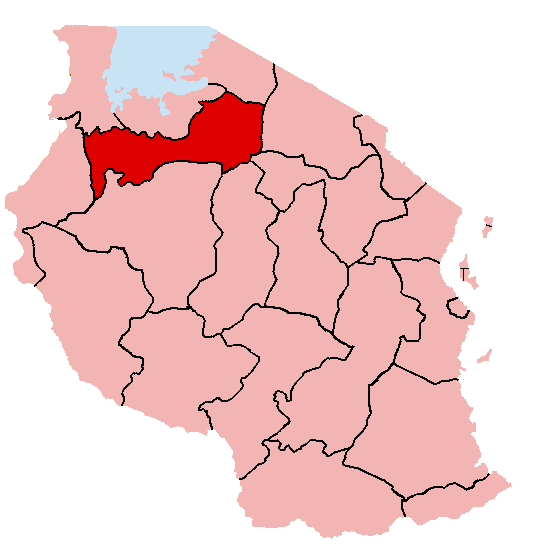
Shinyangaregionens läge i Tanzania.

Shinyanga är en av Tanzanias 26 regioner och är belägen i den norra delen av landet. Den är den folkrikaste av landets regioner och har en beräknad folkmängd av 3 692 940 invånare 2009 på en yta av 50 781 km². Den administrativa huvudorten är staden Shinyanga. En bit av nationalparken Serengeti täcker den nordöstra delen av Shinyanga. 

## Administrativ indelning
Regionen är indelad i åtta distrikt:
- Bariadi
- Bukombe
- Kahama
- Kishapu
- Maswa
- Meatu
- Shinyanga landsbygd
- Shinyanga stad

## Urbanisering
Urbaniseringsgraden beräknas till 10,50 % år 2009, en uppgång från 10,31 % året innan. Shinyanga är den största staden, med ytterligare sju orter i regionen över 10 000 invånare. 
| Ort        | Distrikt       | Invånarantal 2002 |
| ---------- | -------------- | ----------------- |
| Shinyanga  | Shinyanga stad | 73 921            |
| Kahama     | Kahama         | 33 957            |
| Nyalikungu | Maswa          | 17 384            |
| Ushirombo  | Bukombe        | 16 016            |
| Bariadi    | Bariadi        | 15 462            |
| Isagehe    | Kahama         | 10 909            |
| Masumbwe   | Bukombe        | 10 791            |
| Uyovu      | Bukombe        | 10 616            |